# Let Me Know (Róisín Murphy)
Let Me Know är en sång av Róisín Murphy, utgiven som singel den 8 oktober 2007. Sången finns med på Róisín Murphys andra studioalbum Overpowered, utgivet den 15 oktober 2007. "Let Me Know" nådde tionde plats på Ultratop i Belgien.
Musikvideon regisserades av Daniel Wolfe och filmades i Classy Touch Café i Slough.